# البروبيلايا

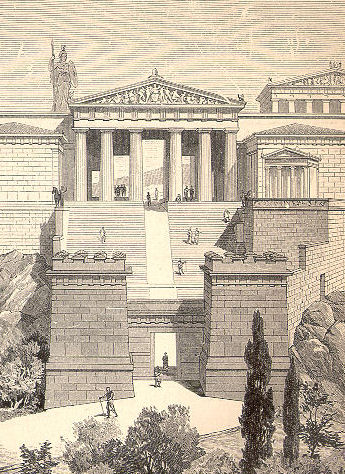
رسم من القرن التاسع عشر يوضح كيف كانت تبدو البروبيلايا حين إستخدمت.

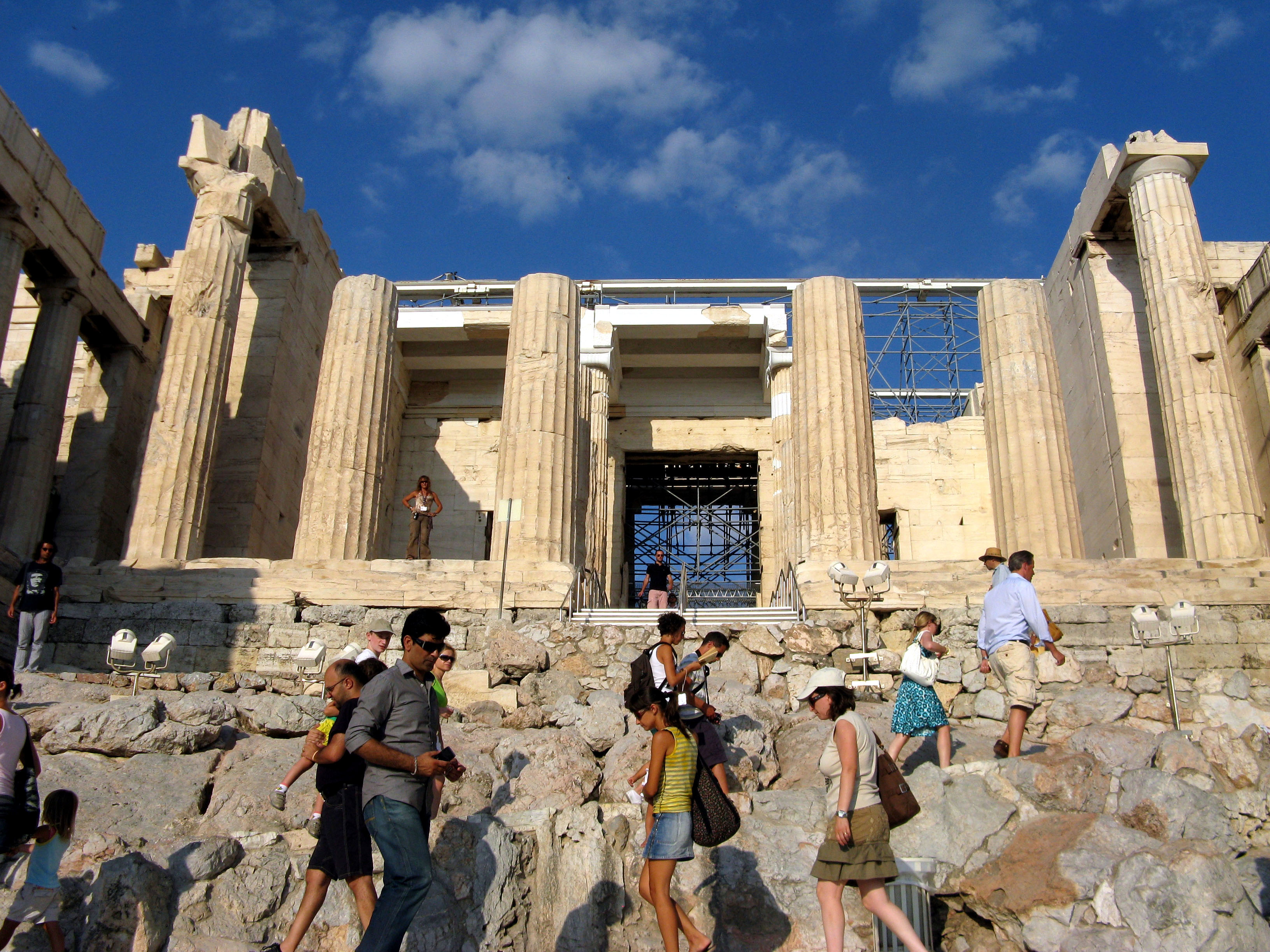
درج يقود إلي البروبيلايا

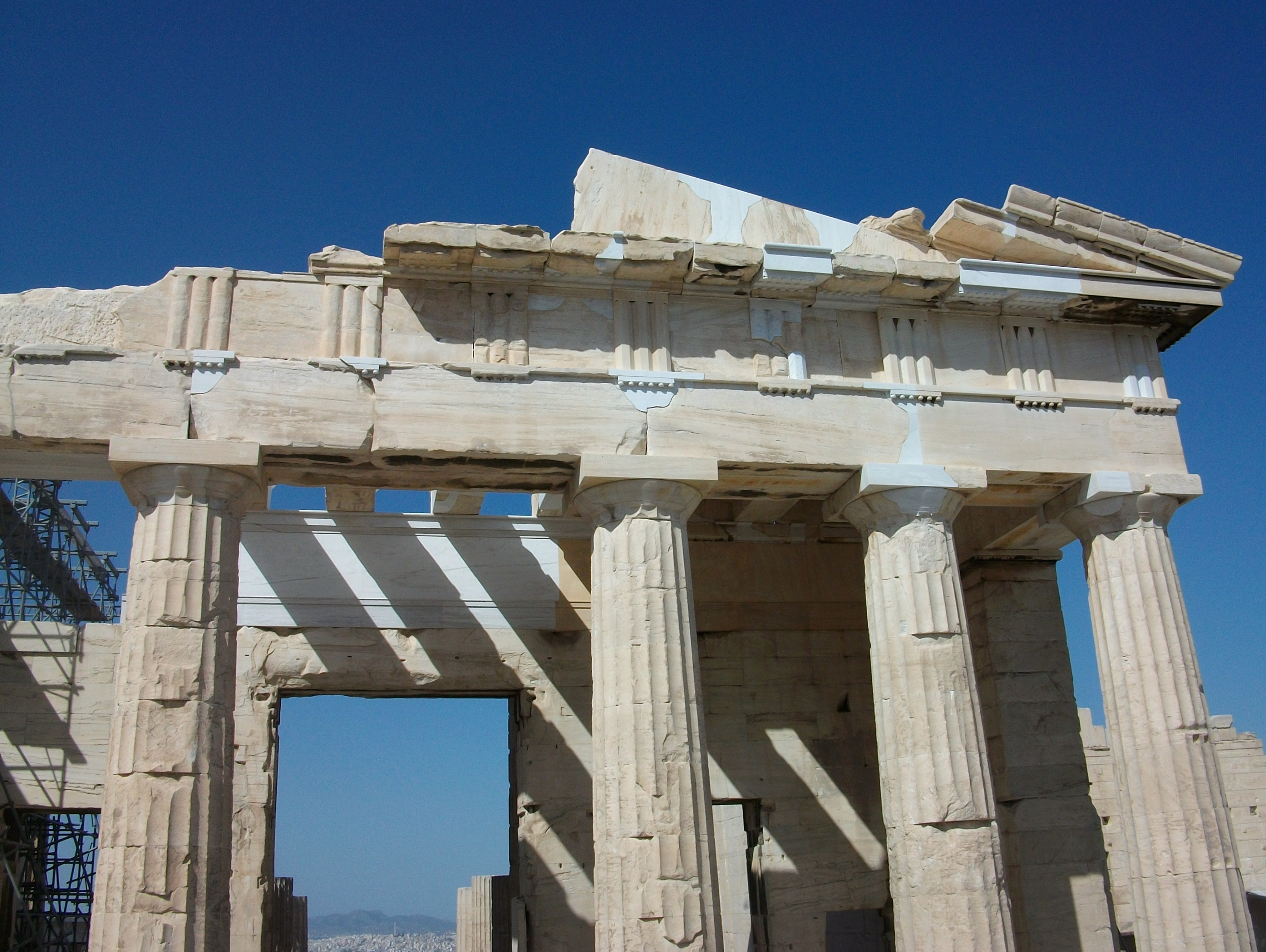
واجهة البروبيلايا

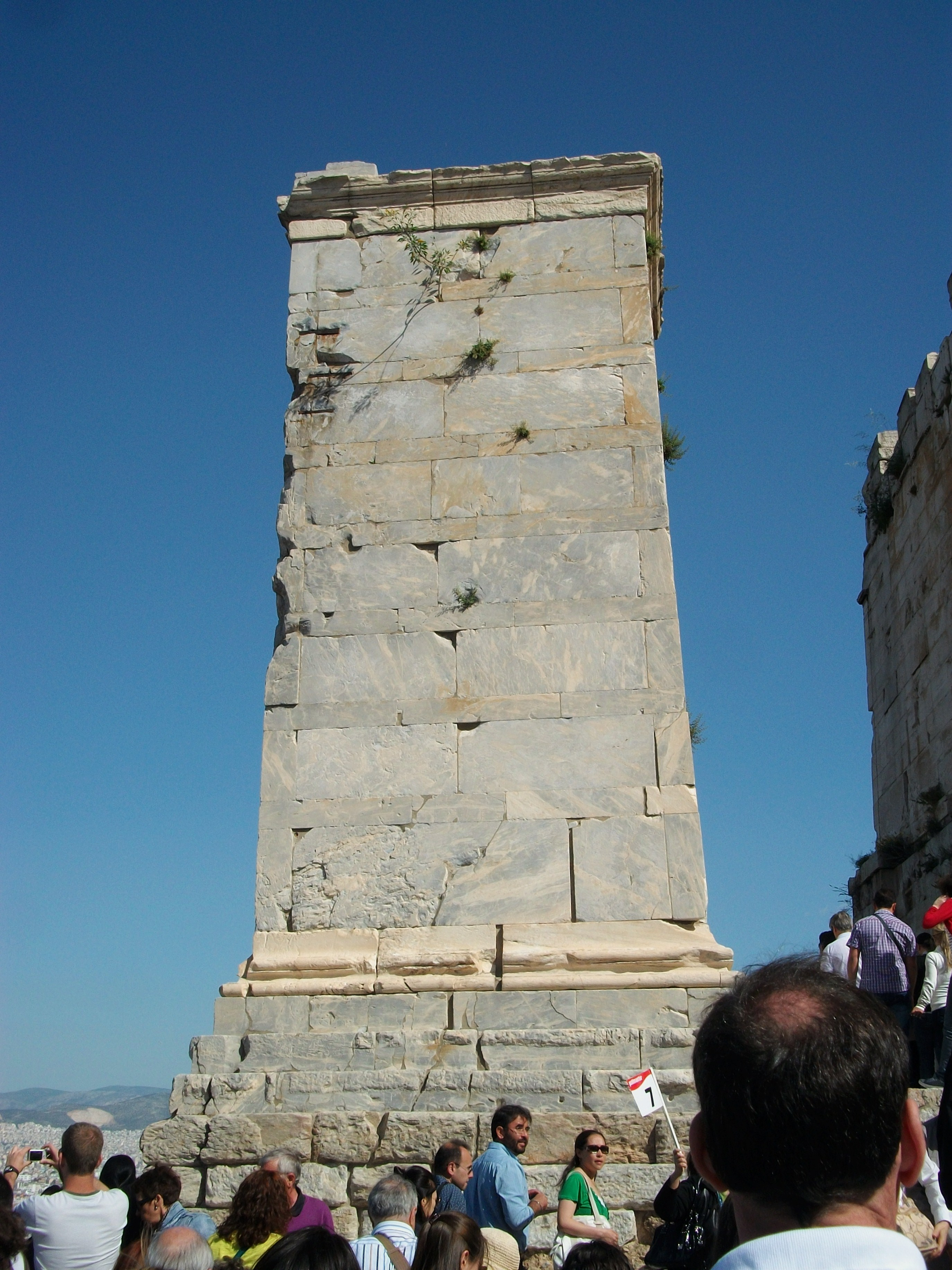
نصب تذكاري إلي أغريبا، البروبيلايا

بروبيلايا أو بروبليا أو البروبليا (/ˌprɒpɪˈliːə/; باليونانية: Προπύλαια) هي بوابة تذكارية علي هيئةالعمارة اليونانية. المثال اليوناني التقليدي علي هذا النمط يخدم كمدخل في الأكروبوليس في أثينا. الإحياء اليوناني في بوابة براندنبورغ في برلين و البروبيلايا في ميونخ كلاهما يستحضر الجزء المركزي البروبيلايا الأثينية.

## روابط خارجية
- ألبوم من الصور
- البروبيلايا – يقود إلي بعض الصور وبعض البوحثات وأشياء أخري (باللغة الأنجليزية).
- The Propylaia of the Athenian Acropolis - Hellenic Ministry of Culture and Tourism
- Propylaea Central Building, Acropolis, Athens, GREECE – Europa Nostra
- بنوراما عالية الجودة للبروبيلايا The Propylaia of the Athenian Acropolis | Art Atlas

إحداثيات: 37°58′18.20″N 23°43′30.50″E / 37.9717222°N 23.7251389°E